# Миско (Гватемала)
Миско (исп. Mixco) — город и муниципалитет в центральной части Гватемалы, входит в состав департамента Гватемала.
Расположен примерно в 17 км к западу от центра города Гватемала, на высоте 1788 м над уровнем моря. По своей сути является частью столичной городской агломерации.
Население Миско по данным на 2012 год составляет 482 705 человек. Площадь муниципалитета — 132 км².